# Trichomyia cirrata
Trichomyia cirrata är en tvåvingeart som beskrevs av Daniel William Coquillett 1902. Trichomyia cirrata ingår i släktet Trichomyia och familjen fjärilsmyggor. Inga underarter finns listade i Catalogue of Life.